# José Mota (calciatore 1964)
José Albano Ferreira da Mota, noto semplicemente come José Mota (Paredes, 25 febbraio 1964), è un allenatore di calcio ed ex calciatore portoghese, di ruolo difensore, tecnico dell'AVS.

## Palmarès

### Giocatore

#### Competizioni nazionali
- Segunda Liga: 1

Paços Ferreira: 1990-1991

### Allenatore

#### Competizioni nazionali
- Coppa del Portogallo: 1

Desp. Aves: 2017-2018